# ブレーメン (軽巡洋艦)
ブレーメン (SMS Bremen) はドイツ帝国海軍の巡洋艦。ブレーメン級。

## 艦歴
1902年8月1日起工。1903年7月9日進水。1904年5月19日就役。

### 第一次世界大戦
1915年5月27日、ブレーメンは再就役し、バルト海へ送られた。
1915年7月初め、ブレーメンはキールからリーバウへ移った。1915年8月8日、ブレーメンは触雷した水雷艇T52の乗員を救助した。
1915年12月17日、ブレーメンは水雷艇V191とV186とともにWindau（現在のヴェンツピルス）から出撃した。17時10分、SponbankでV191が触雷した。ブレーメンはすぐに救助活動を始めたが、曳航の試みは失敗した。そして救助活動中のブレーメンも2発の機雷に触れ、18時4分にブレーメンはバルト海に沈んだ。乗員250名が死亡し、53名がV186により救助された。